# Santa María Rosas
Santa María Rosas es una localidad del municipio de Conkal en Yucatán, México.

## Toponimia
El nombre (Santa María Rosas) hace referencia a María de Rosas.

## Datos históricos
- En 1921 cambia su nombre de Santa María a Santa María de Rosas.

## Demografía
Según el censo de 2005 realizado por el INEGI, la población de la localidad era de 0 habitantes.
| 48                          | 49 | 46 | 30 | 25 | 20 | 14 | 15 | 18 | 23 | 18 | ? | 0 |
| (Fuente: INEGI [Consultar]) |    |    |    |    |    |    |    |    |    |    |   |   |